# ريم عبد الرحمن
ريم عبد الرحمن (23 أبريل 1986 -)، ممثلة مصرية.

## عن حياتها
بدأت مشوارها الفني عام 2007 من خلال المسرح. خاضت تجربة الدراما خلال مسلسل إلى متى ومن بعده قدمت العديد من الأعمال، إلى حين توقفها عن مواصلة العمل الفني في عام 2014.

## أعمالها

### من المسلسلات
- 2007: مسرحية الشجعان.
- 2008: مسرحية يا غافل لك الله.
- 2009: قلوب للإيجار.
- 2009: مسرحية شملان في لبنان.
- 2009: إلى متى.
- 2010: خيوط ملونة.
- 2010: تصانيف.
- 2011: مسرحية كلني يا جناب السلطان.
- 2011: سماء ثانية.
- 2011: تصانيف 2.
- 2011: الشعور القاتل.
- 2012: مسرحية قطري 60%.
- 2013: مسرحية فرجان.
- 2014: حب ولكن.

### من المسرحيات
- 2007: أبطال الشجعان
- 2007: ياغافل لك الله
- 2008: ابطال الشفلح
- 2009: شملان في لبنان
- 2011: كلني يا جناب السلطان
- 2012: قطري 60 بالمية
- 2013: الطوفان
- 2013: الفرجان

## روابط خارجية
- ريم عبد الرحمن على موقع قاعدة بيانات الأفلام العربية